# 비디오 영화

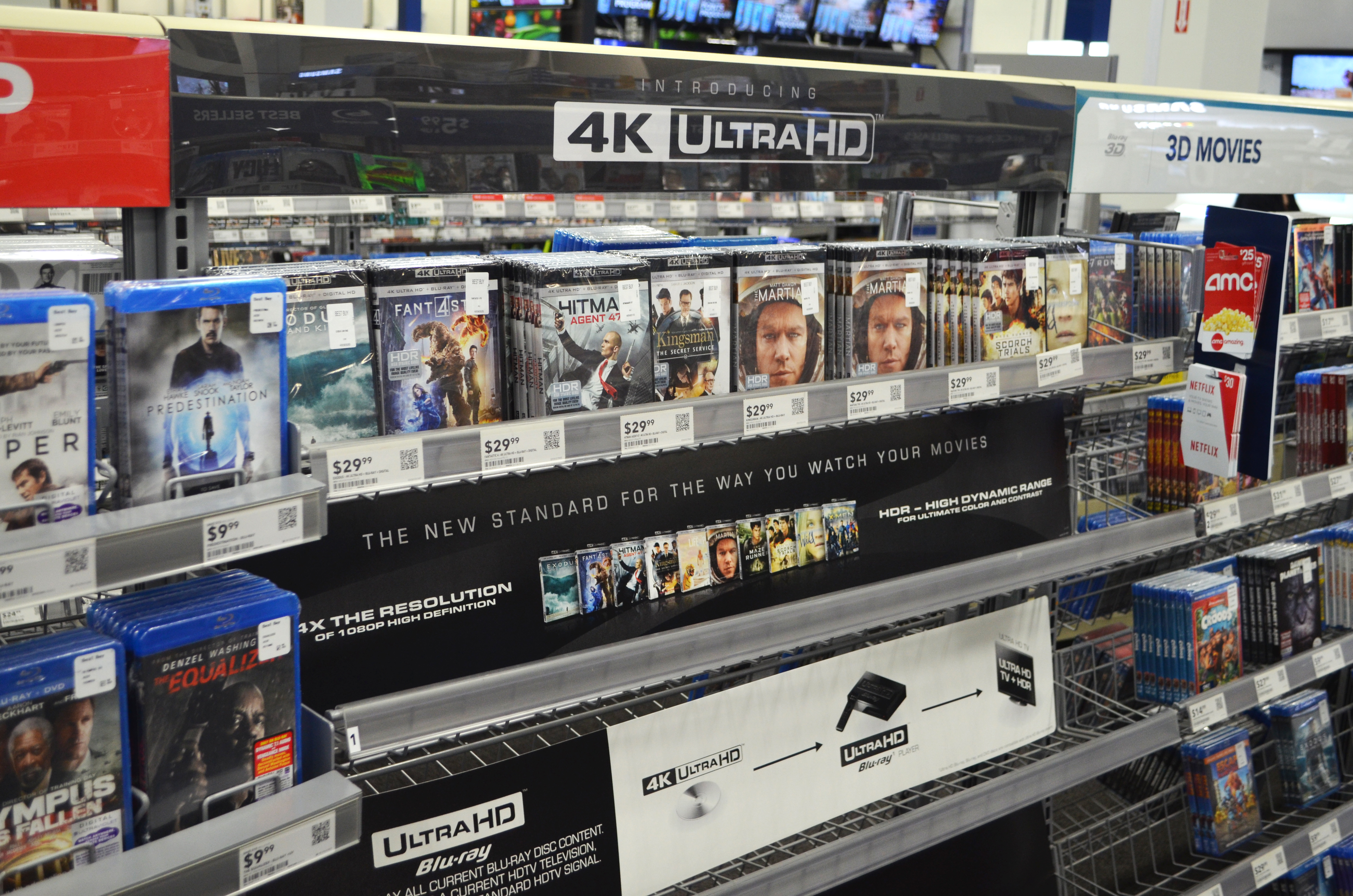

비디오 영화(Video Film)는 극장 상영용이 아닌 비디오테이프에 영상을 기록한 영화를 말한다.
일본에서는 오리지널 비디오(Original Video, 약칭 : OV)로 표기하며 비디오 영화 시장을 V 시네마로 말한다. 비디오영화로 제작된 애니메이션은 오리지널 비디오 애니메이션(Original Video Animation, 약칭 : OVA)으로 부르고 있다. 영어권에서는 비디오 영화 작품을 비디오로 직행하였다는 의미인 'Direct-to-video'로 표현하고 있다.
기존에는 VHS로 영상물이 출시되었으나 저장 매체의 확대로 CD, DVD, 블루레이 디스크 등으로 다양화되었다.

## 같이 보기
- B급 영화
- 텔레비전 영화
- 주문형 비디오